# Reid contro Covert
Reid contro Covert è una sentenza della Corte suprema degli Stati Uniti d'America del 1957, considerata assai importante nel rafforzamento delle protezioni costituzionali riguardo ai diritti dei cittadini statunitensi (definiti dalla Carta dei Diritti degli Stati Uniti d'America).

## Origine della controversia e revisione postuma
La questione originò nel 1956 da Clarice B. Covert, una donna che fu condannata da un tribunale militare per aver ucciso suo marito, un sergente dell'USAF, in una base aerea statunitense nel Regno Unito. Al momento del suo presunto reato, infatti, era in vigore un accordo esecutivo tra gli Stati Uniti ed il Regno Unito, che consentiva ai tribunali militari statunitensi di esercitare la giurisdizione esclusiva sui reati dei militari statunitensi o dei loro dipendenti.
La corte inizialmente si pronunciò contro la signora Covert, ma cambiò presto idea, emettendo una nuova decisione a suo favore, dopo che l’avvocato Frederick Bernays Wiener, suo patrocinatore, presentò notoriamente e con successo una petizione per riesaminiate il caso (accolta il 27 febbraio 1957). Questa è l'unica volta che la Corte Suprema, senza un cambiamento rilevante nella sua composizione politica (determinata dall’orientamento dei giudici), ha cambiato idea a seguito di un’audizione per il riesame.

## Opinione revisionata della Corte
In seguito alla propria judicial review, la Corte stabilì che non potesse esistere alcun accordo con una nazione straniera che potesse conferire un potere al Congresso, o a qualsiasi altro ramo del governo, che sia “libero dalle restrizioni” (cioè dalle disposizioni e limitazioni) della Costituzione. La base del caso della Corte è che, tale accordo, violasse il diritto dei civili cittadini statunitensi all'estero di avere, come se fossero in patria, le stesse protezioni costituzionali del V e del VI emendamento dei loro connazionali in patria.
(opinione di maggioranza del giudice Black)
Nel suo deliberare, la Corte ha altresì ritenuto incostituzionale giudicare i civili cittadini statunitensi nei tribunali militari, ai sensi del Codice Uniforme di Giustizia Militare, in quanto quest’ultimi erano dedicati ai soli militari e soprattutto, tranne per alcuni casi particolari definiti dalla legge, al tempo di guerra.
La Corte ha quindi concordato in linea di massima con i firmatari della petizione, ma ha, tuttavia, distinto, per evitare ambiguità, il caso Reid dai “Casi insulari” (ovvero quei casi particolarmente importanti, ma anche molto divisivi e controversi, nella definizione dei rapporti tra gli Stati Uniti ed i suoi territori dipendenti), affermando che questi potessero fungere da deroga a questa decisione in quanto coinvolgono il potere del Congresso di “fornire regole e regolamenti per governare temporaneamente territori con tradizioni e istituzioni del tutto dissimili”.

## Importanza giudiziaria del caso
L’importanza del caso per la giurisprudenza futura non può essere sottovalutata. La sua rilevanza risiede anzitutto nella protezione che la Costituzione degli Stati Uniti concede ai civili associati alle forze armate degli Stati Uniti, se accusati di crimini: questa sentenza è una pietra miliare della giustizia statunitense, le cui disposizioni vengono applicate continuamente ancora oggi. Essa ha infatti chiarito la posizione giuridica dei civili qualora quest’ultimi commettessero crimini all’estero, definendo, in particolare, come questi in nessun caso, se non quelli definiti dalla legge (in ogni caso non contraria alla Costituzione), non possano essere processati da tribunali militari, ma debbano invece essere processati nei tribunali civili indipendentemente da dove è stato commesso il crimine.
La giurisprudenza costituzionale degli Stati Uniti ha poi utilizzato questo precedente per affrontare casi in cui si tentava di utilizzare trattati internazionali per aggirare le garanzie costituzionali. Poiché in Reid v. Covert la Corte Suprema aveva stabilito che nessun accordo internazionale può conferire al governo poteri che violino le restrizioni imposte dalla Costituzione, da allora la Corte Suprema degli Stati Uniti ha condannato tentativi di eludere le garanzie costituzionali mediante trattati internazionali, riaffermando la supremazia della Costituzione: ciò avvenne ad esempio nel caso Medellín v. Texas del 2008, dove la Corte Suprema affermò che, sebbene un trattato internazionale possa imporre obblighi agli Stati Uniti sul piano internazionale, esso non diventa automaticamente parte del diritto interno a meno che il Congresso non adotti una legge di attuazione o il trattato sia considerato self-executing.